# Calycolpus legrandii
Calycolpus legrandii är en myrtenväxtart som beskrevs av Joáo Rodrigues de Mattos. Calycolpus legrandii ingår i släktet Calycolpus och familjen myrtenväxter. Inga underarter finns listade i Catalogue of Life.